# Adrienne Camp
Adrienne Camp (nascida Adrienne Liesching mais conhecida como Adie) (Porto Elizabeth, 12 de julho de 1981) é uma cantora e compositora, ex-líder da banda de pop rock cristã The Benjamin Gate. Adie, agora, atua em carreira solo e já participou de álbuns de seu marido Jeremy Camp. Em setembro de 2006, Adie lançou seu álbum Don't Wait, co-produzido por seu marido.

## Vida pessoal
Em dezembro de 2003, casou-se com Jeremy Camp. O casal se conheceu em uma turnê de 3 meses em 2002 e, hoje, tem três filhos: Isabella Rose, nascida no dia 25 de setembro de 2004, Arianne Mae, nascida no dia 4 de abril de 2006 e Egan Thomas Camp nascido em 17 de Agosto de 2011.

## Discografia
Com The Benjamin Gate
- Spinning Head EP
- Comeputyourheadupinmyheart
- Demographics
- Untitled
- Contact

A solo
- Don't Wait (2006)
- Just You and Me (2010)